# Templo de Hera (Delos)
El Templo de Hera o Hereo (en griego antiguo: Ἡραίον, romanizado: Hēraion) fue un  templo griego de Hera en la isla de Delos, en Grecia. Sus ruinas forman parte del yacimiento arqueológico de Delos, Patrimonio de la Humanidad de la Unesco. Más concretamente, el yacimiento forma parte de la cresta occidental del monte Cinto.

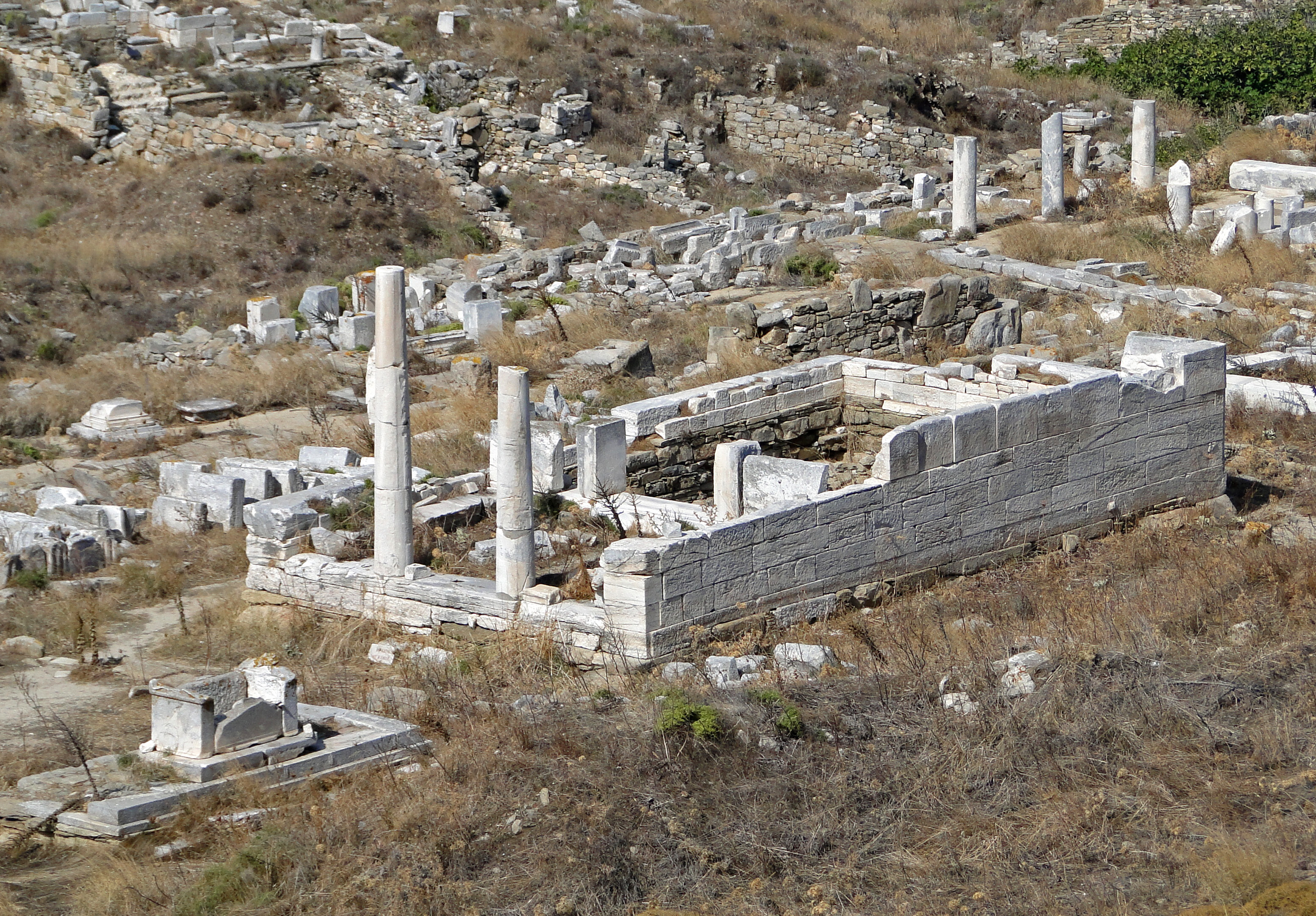
Ruinas del templo y altar de Hera.

Era de estilo dórico. Tenía un pronaos con dos columnas delante y una naos o cella abierta al sur. Delante del templo, en su lado sur, había un altar. El templo y el altar eran de mármol. También se han conservado restos de un templo anterior, mucho más pequeño, que han llevado a la conclusión de que estaba hecho de ladrillos de arcilla y columnas de madera.